# Dur-Kurigalzu
Dur-Kurigalzu, sodobni `Aqar-Qūf (arabsko عقرقوف) v iraškem governoratu Bagdad, je bilo mesto v južni Mezopotamiji blizu sotočja Tigrisa in Dijale, približno 30 km zahodno od središča Bagdada. Ustanovil ga je babilonski kasitski kralj Kurigalzu I. v 14. stoletju pr. n. št.. Mesto so opustili po padcu Kasitske dinastije okoli leta 1155 pr. n. št.. Prvi del imena, Dur, je akadski in pomeni »trdnjava«. Drugi del imena je ime ustanovitelja. Ime Kurigalzu se pojavlje tudi v imenih kasnejših kasitskih kraljev in lahko pomeni tudi naslov, na primer »pastir ljudstva«, se pravi Kasitov.  Mesto je imelo zigurat, templje, posvečene sumerskim bogovom, in kraljevo palačo. Zigurat, ki je nenavadno dobro ohranjen, je visok približno 52 m.

## Zgodovina naselitve
Mesto je v poznem 15. ali zgodnjem 14. stoletju pr. n. št. ustanovil kasitski kralj Kurigalzu I. ob apnenčastem grebenu med Evfratom in Tigrisom. Mesto je imelo dostop do Evfrata po kanalu Isa, ki se je v antiki imenoval Pati-Enlil. Med vladavino Kurigalzuja I. je bilo prestolnica Babilonije, kasneje pa prestolnica ali vsaj pomembno mesto. Mesto je bilo stalno naseljeno do padca kasitske dinastije sredi 12. stoletja pr. n. št., potem pa so ga v veliki meri opustili. Območje templja je bil aktivno še v 7. stoletju pr. n. št. in v novobabilonskem obdobju. Do nedavnega so bili v delih sedanjega Aqar Qufa naseljeni Arabci, ki so del mesta uporabljali za pokopališče.
V kasitskih časih je z visokim obzidjem obdan del mesta meril približno 225 ha. Najpomembnejši del mesta je bil grič Aqar Quf, zigurat, posvečen glavnemu bogu babilonskega panteona Enlilu. Enotna arhitektura zgradb, zigurata in tempeljskega kompleksa kaže, da ga je dal zgraditi kralj Kurigalzu I.. Osnovna ploskev zigurata meri 69 x 67,6 m. Na prvo teraso, ki jo je obnovil Iraški direktorat za starine, vodijo tri stopnišča. Okoliški tempeljski kompleks je bil odkopan samo na jugozahodni strani zigurata. Območje palače Tell al-Abyad je sestavljeno iz več stratigrafskih arhitekturnih plasti, ki kažejo na več faz gradnje v celotnem kasitskem obdobju. Palača ima inovativne arhitekturne značilnosti, ker je zgrajena v modulih s tremi sobami okoli velikih dvorišč. Na vzhodni strani palače so odkrili zakladnico in dvorano, ki bi lahko bila prestolna dvorana ali kraljeva sprejemno/ceremonialno dvorana. 

### Zigurat
Zigurat v Dur-Kurigalzu je v 14. stoletju pr. n. št. zgradil kralj Kurigalzu I..  Jedro zigurata je bilo zgrajeno iz na soncu sušenih pravokotnih zidakov. Vsaki sedmi plasti zidakov je sledila plast ločja, ki je služila za drenažo in povezavo spodnjih plasti. Zunanje plasti zigurata so bile zgrajene iz žgane opeke. Napisi na opeki pričajo, da je bila položena med vladanjem kralja Kurigalzuja II.. Na zraku sušeni zidaki in žgana opeka se v Iraku še vedno uporabljajo za gradnjo vaških hiš.
Zigurat je bil še stoletja po izgradnji dobro viden. Karavanam je služil kot znak, da se bližajo Bagdadu, za bagdadske družine pa je bil, tudi pred izkopavanji, priljubljeno mesto za petkove piknike. V 1960. letih je bil ob njem zgrajen manjši muzej. 
Aqar Quf je bil zaradi dostopnosti in bližine Bagdada eno od najbolj obiskanih najdišč. Turisti z zahoda, ki so ga obiskovali že v17. stoletju, so zigurat pogosto zamenjavali z Babilonskim stolpom.

## Zgodovina raziskav
Dur-Kurikalzu je prvi opisal Claudius James Rich leta 1811. Leta 1837 ga je obiskal in preučeval Francis Rawdon Chesney. Ime Dur-Kurikalzu je prepoznal Henry Rawlinson sredi 19. stoletja.
Prva izkopavanja sta od leta 1942 do 1945 opravila Taha Baqir in Seton Lloyd pod pokroviteljstvom Iraškega generalnega direktorata za starine in Britanske iraške šole za arheologijo. Odkrila sta več kot sto klinopisnih tablic iz kasitskega obdobja, ki so zdaj v Narodnem muzeju Iraka. V izkopavanja je bil vključen zigurat, trije templji in del palače Dur Kurigalzuja II.. V 1970. letih je izkopavanja okoli zigurata nadaljeval Iraški generalni direktorat za starine in rekonstruiral najnižji del zgradbe.  Erozija zigurata je razkrila podrobnosti njegove zgradbe, ki so dragoceno gradivo za zgodovinarje arhitekture. Plasti pletenega trsja in snopov trsja so bolj vidne kot kjerkoli drugje. V palači so odkrili tudi nekaj pomembnih umetniških del iz kasitskega obdobja. 

## Trenutno stanje
Grič Agar Quf ogrožajo posegi v okolje, širjenje predmestij Bagdada in kmetijskih površin in naravni dejavniki. K eroziji zigurata veliko prispevata dež in podtalnica, še posebej na jugozahodni strani. Nekaj škode so naredili tudi jarki, ki jih je med manevri v 1980. letih izkopala iraška vojska. Ziguratu brez ustreznih preventivnih ukrepov grozijo nevarne poškodbe. 
Zigurat sam med ameriško-iraško vojno ni bil poškodovan, po padcu Huseinovega režima pa so veliko škode naredili roparji. Od sodobne upravne zgradbe, muzeja, prireditvenega odra in restavracije je ostalo samo nekaj ruševin. Sredi leta 2008 so lokalne oblasti in ameriška vojska, ki je zadolžena za varovanje najdišča, naredile načrt za obnovo, ki se do sedaj še ni uresničil.